# 三顧の礼

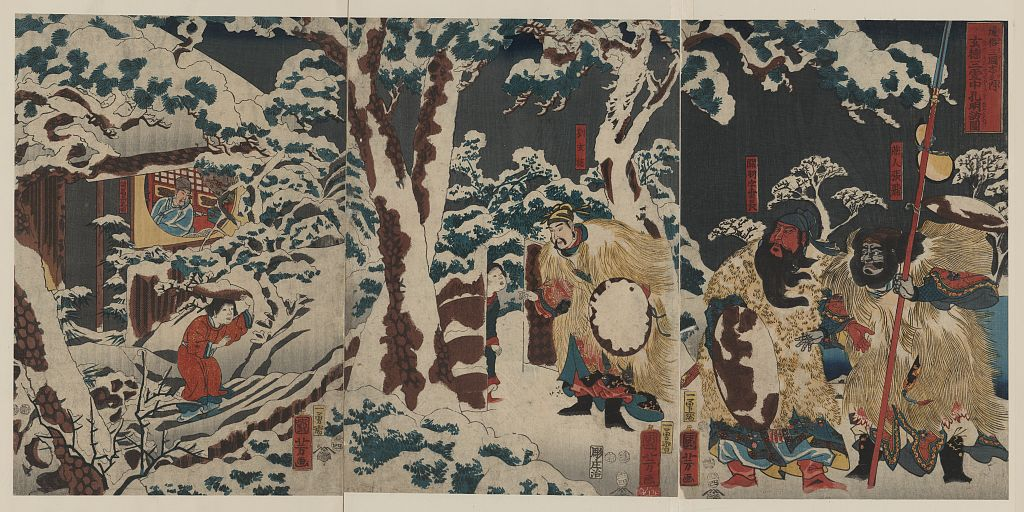
歌川国芳『通俗三国志之内』の「玄徳三雪中孔明訪図」における錦絵3枚

三顧の礼（さんこのれい）は、中国語の故事成語「三顧草廬」（草庵を三回訪ねる）を日本風に直したもので、目上の人が格下の者の許に出向き、礼を尽くしてお願いをすること。三国時代直前の中国において、劉備が諸葛亮を軍師として迎えるために、彼の家を三度も訪ねたという故事に由来する。単に「三顧」ともいう。

## 概要
黄巾の乱の鎮圧で関羽・張飛とともに天下に名を揚げていた劉備に対して、諸葛亮は司馬徽など一部の人にのみ名前を知られた存在だった。しかも劉備が40代に対し、諸葛亮は20代であり、明らかな上下関係が社会通念上あるにもかかわらず、それに捉われない応対をしたことから有名になった故事である。
ただし劉備は最初から「三顧の礼」を尽くそうとしたわけではなく、劉備に仕えていた徐庶が友人である諸葛亮を勧めた際に、「将軍が自ら駕を枉げて下さい」と進言したからである。

## 受容
諸葛亮と劉備の逸話は後世の日本にも影響を与えており、例えば木下藤吉郎が竹中重治を配下に加えるくだりで使われている。

## 三顧の礼の場所
三顧の礼が行われた場所には二説あり、『漢晋春秋』中の記述の「襄陽城の西方二十里、隆中に住む」に依る湖北省古隆中（襄陽市襄州区）と、『出師の表』中に記述の「南陽に耕す」に依る河南省臥龍崗（南陽市臥龍区）で、双方共に観光地となっている。

## 画像

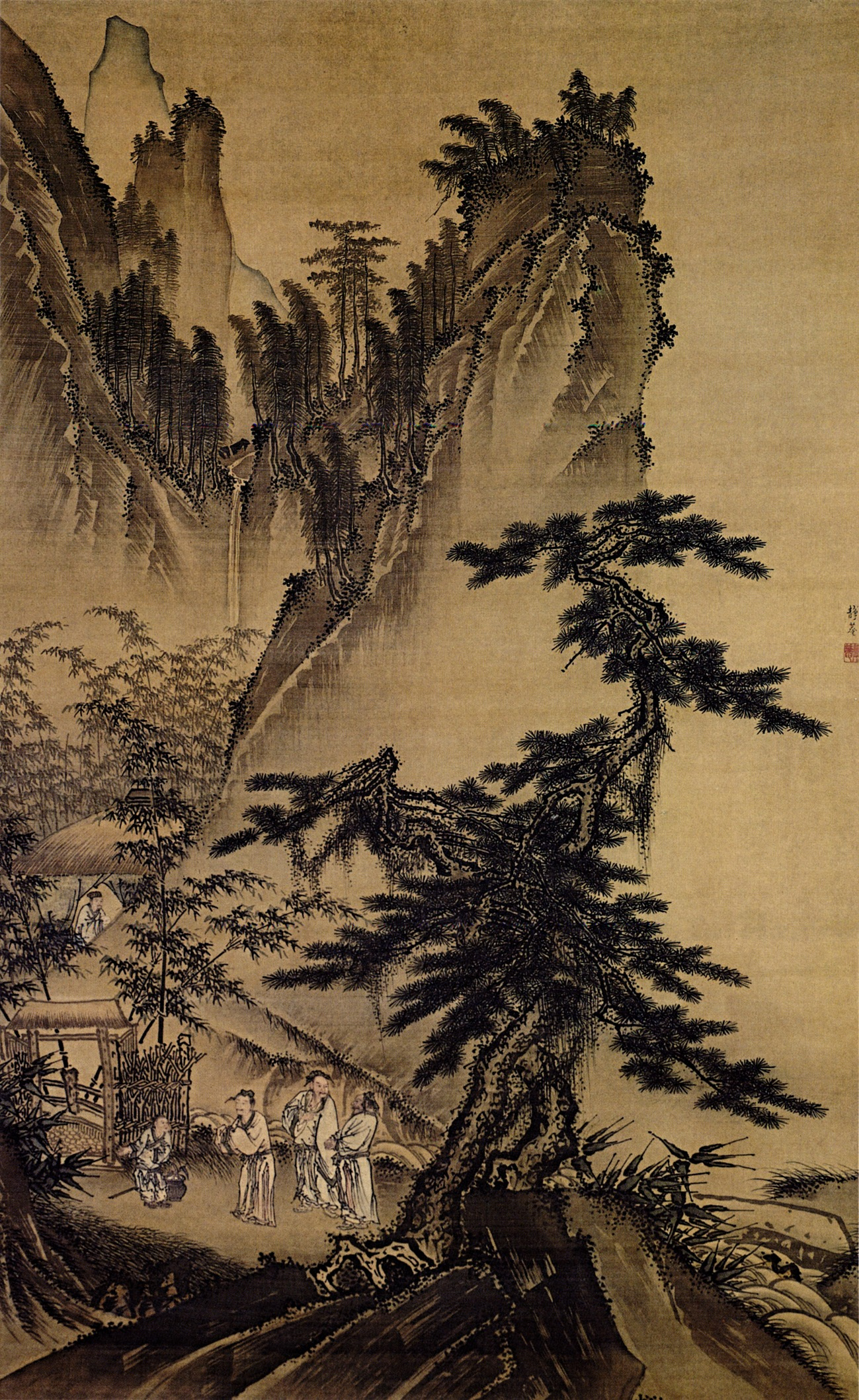
明の画家戴進が描いた三顧の礼
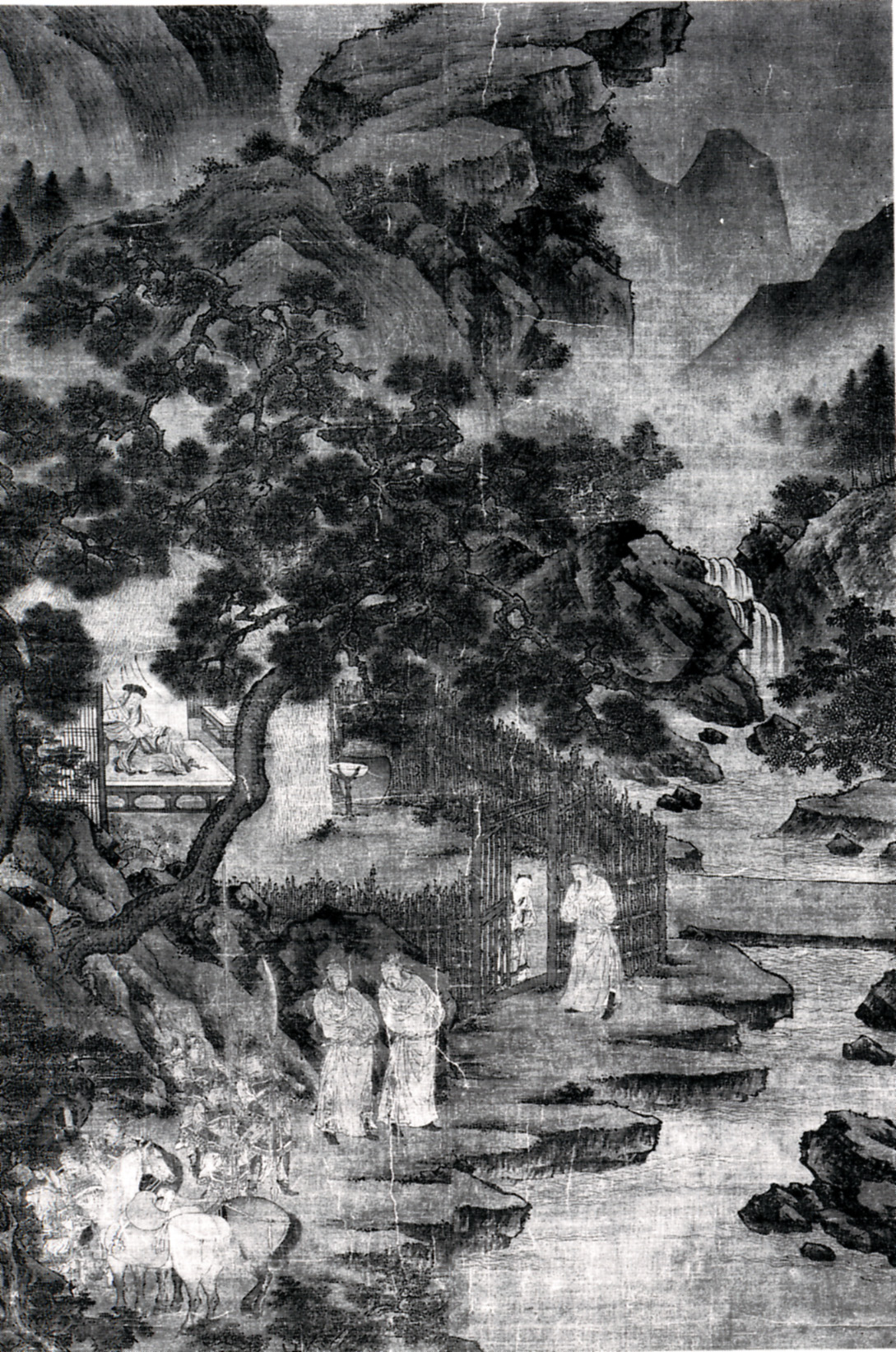
明の時代に描かれた三顧の礼の様子
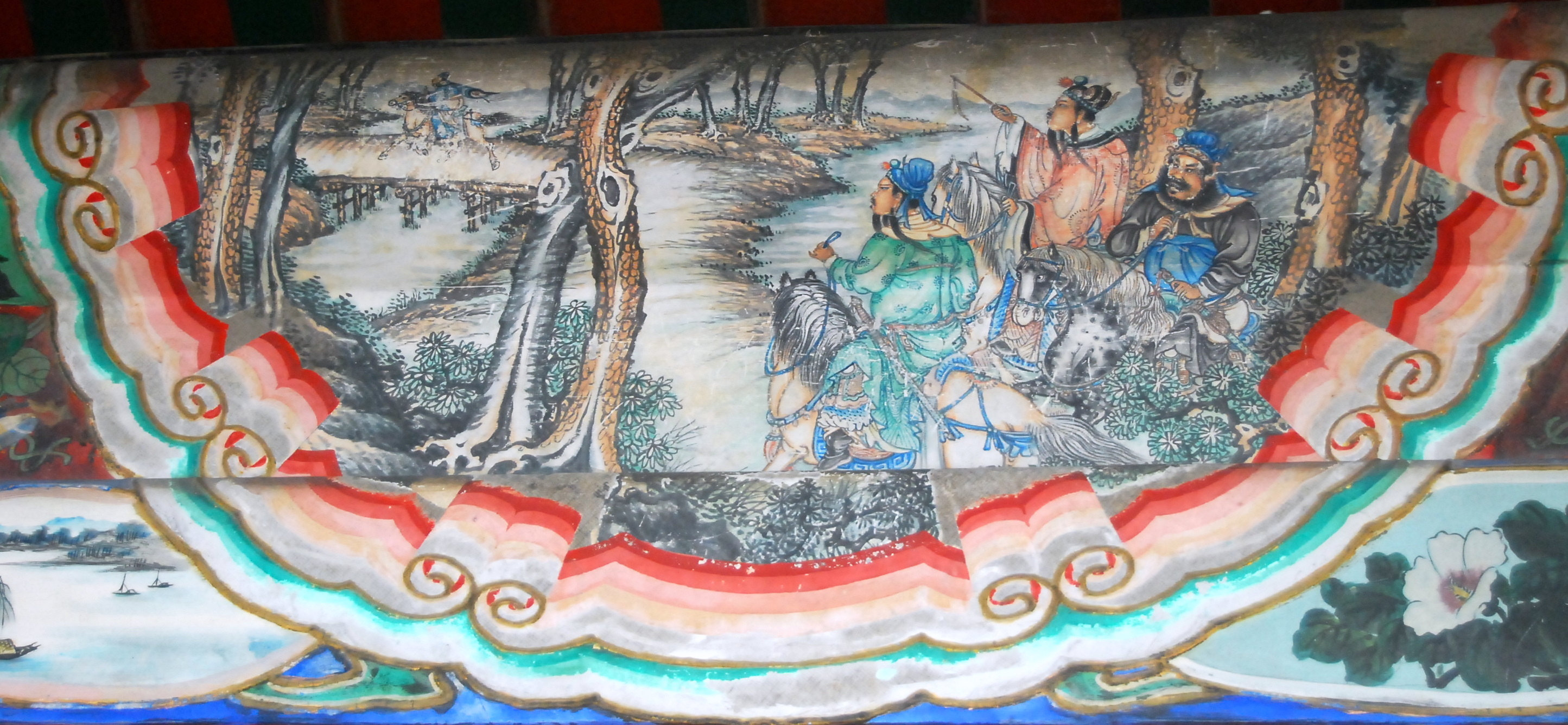
頤和園の廊下に描かれた三顧の礼の絵
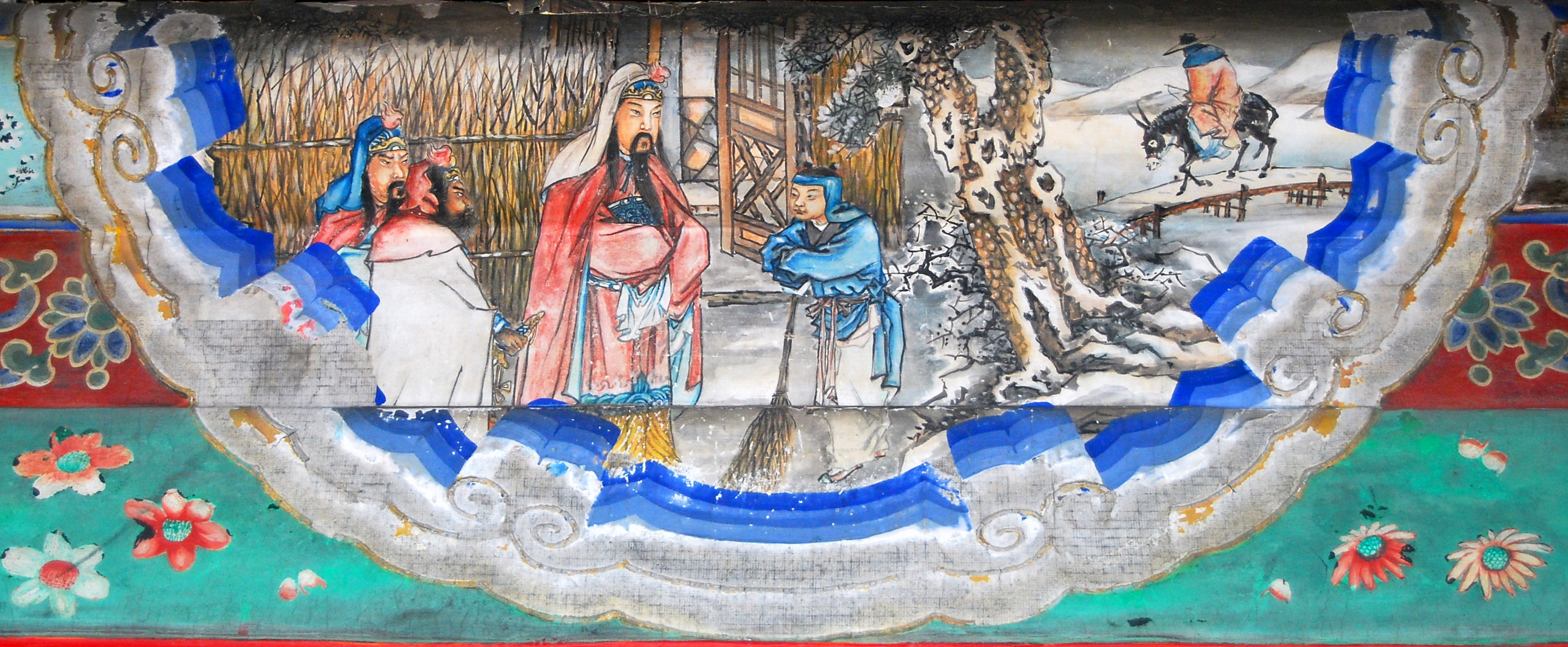
同じく、頤和園の廊下に描かれた三顧の礼の絵。諸葛亮と劉備が出会った場面。